# Elegant glansblomfluga
Elegant glansblomfluga (Orthonevra elegans) är en tvåvingeart som först beskrevs av Christian Rudolph Wilhelm Wiedemann 1822.  Elegant glansblomfluga ingår i släktet glansblomflugor, och familjen blomflugor.
Artens utbredningsområde är Tyskland. Enligt den finländska rödlistan är arten nationellt utdöd i Finland. Enligt den svenska rödlistan är arten starkt hotad i Sverige. Arten förekommer i Götaland. Artens livsmiljö är bäckar. Inga underarter finns listade i Catalogue of Life.